# Arnaud Marquesuzaa
Pas d'image ? Cliquez ici

a Compétitions nationales et continentales officielles uniquement.

b Matchs officiels uniquement.
Arnaud Marquesuzaa, dit « le Bison », né le 14 juin 1934 à Saint-Palais (Basses-Pyrénées) et mort le 29 février 2020 à Mauléon-Licharre,, est un joueur international français de rugby à XV. Il entame sa carrière dans l'élite au poste de centre pour la terminer à celui de troisième ligne aile.
Il est trois fois champion de France, avec trois clubs différents : avec le Racing club de France en 1959, avec le FC Lourdes en 1960 et avec l'US Montauban  en 1967. Il participe en 1958 à la tournée historique de l'équipe de France en Afrique du Sud.

## Biographie
Arnaud Marquesuzaa naît le 14 juin 1934 à Saint-Palais,. Il découvre le rugby à l'école primaire de Mauléon-Licharre, dans la Soule. En 1951-1952, il est international junior scolaire : demi de mêlée, il rencontre l'Angleterre et le pays de Galles. Il joue dans l'équipe première du SA Mauléon, qui évolue alors en 2e division.

### Racing club de France
En octobre 1952, Arnaud Marquesuzaa quitte le Pays basque pour entrer au centre de formation d'Électricité de France à Gurcy-le-Châtel, en Seine-et-Marne. Il y fait la connaissance du Landais Michel Crauste, arrivé six mois plus tôt, et qui devient son parrain. Ils vont rester de grands amis toute leur vie durant. Tous deux se lient avec le Béarnais François Moncla, alors âgé de 20 ans. Celui-ci est moniteur pour les travaux sur les réseaux électriques, et il entraîne l'équipe de rugby du centre de formation. Il joue en senior au Racing club de France, club de 1re division, et il commence à s'y faire un nom. Il y entraîne les juniors. Marquesuzaa est convoité par le PUC, mais Moncla réussit à l'attirer au Racing. C'est là que Marquesuzaa signe sa « première licence ». Durant la saison 1952-1953, il joue en junior et une dizaine de fois dans l'équipe première, à tous les postes des lignes arrière. Il joue toute la saison 1953-1954 en équipe première, comme centre. En fin de saison, il rejoint les juniors, disputant les trois dernières rencontres de la Coupe Frantz-Reichel, remportée par le Racing contre le Stadoceste tarbais (9-0). En 1954, il réussit à faire venir son ami Crauste au Racing.
En 1955, Marquesuzaa et Crauste partent au service militaire. Ils font leurs classes à Toulouse, à la caserne Pérignon. Sur recommandation de leur président Roger Lerou, ils sont affectés à Vincennes au Groupement sportif interarmées (qui va devenir en 1956 le Bataillon de Joinville). Puis ils sont mutés à Versailles, à la DAT rugby. Avec la DAT, Marquesuzaa est deux fois champion de France militaire. Pendant tout ce temps, il continue de jouer au Racing. En raison de son style de fonceur, il y est surnommé « le Bison », comme l'a été Géo André quelque 40 ans plus tôt, dans le même club. 
Libérés de leurs obligations militaires, Marquesuzaa et Crauste entament leur carrière à Électricité de France. En 1957, le Racing arrive en finale du championnat de France, face au grand Lourdes, alors au sommet de sa gloire, déjà quatre fois titré. Moncla est capitaine du Racing. Il joue avec Crauste en troisième ligne. Marquesuzaa est au centre. Ils s'inclinent devant Lourdes, à l'issue de « l'une des plus somptueuses » finales de l'histoire du Championnat. Le 7 avril 1958, Marquesuzaa connaît sa première sélection en équipe de France, contre l'Italie. Crauste joue en numéro huit. Marquesuzaa joue au centre d'une ligne de trois-quarts « lourdaise » (Rancoule, Martine, Tarricq) où manque Maurice Prat.
En juillet-août, Marquesuzaa participe à la première tournée de l'équipe de France en Afrique du Sud. Marquesuzaa et le pilier Alfred Roques, les deux Français les plus sollicités, jouent neuf des dix matchs (dont les deux tests). Marquasuzaa joue centre. Il est amené, à l'occasion, à tenir le poste de demi de mêlée ou d'ailier. Le premier test se solde, à l'étonnement général, par un match nul. Lors du second test, Marquesuzaa s'illustre notamment en défense, sauvant son équipe devant la ligne. À sept minutes de la fin, la France mène 6 à 3. Marquesuzaa sert Martine, qui passe un drop. La France mène 9-3, et le score en reste là. C'est la première victoire de la France sur les Springboks, et c'est la première fois depuis 1896 que ceux-ci perdent une série de tests sur leur sol.
En 1959, Marquesuzaa joue trois matchs du Tournoi des Cinq Nations, que la France remporte seule pour la première fois. Il joue une nouvelle fois contre l'Italie.
Le Racing est en demi-finale du championnat de France face au triple tenant du titre, Lourdes. Toujours avec Moncla, Crauste et Marquesuzaa, le Racing gagne nettement (19-3). Puis il remporte la finale face au Stade montois (8-3).

### FC Lourdes
Mais les trois amis ont le mal du pays. Ils obtiennent d'Électricité de France leur mutation dans le Sud-Ouest natal. Moncla signe à la Section paloise. Arnaud Marquesuzaa et Crauste rejoignent le FC Lourdes. Crauste y arrive en septembre 1959, Marquesuzaa en octobre. Le club ne s'est pas remis de sa défaite en demi-finale. Quatre joueurs, Barthe, Pierre Lacaze, Rancoule et François Labazuy sont partis. Les frères Jean et Maurice Prat ont arrêté la compétition. Le climat est lourd. Jean Prat devient l'entraîneur du club. L'équipe est remaniée à 40 %. Crauste et Marquesuzaa regrettent l'ambiance détendue du Racing. Dans un prestigieux club de province, la pression ne connaît pas de répit, les supporters se référent constamment aux joueurs légendaires du cru. Marquesuzaa parle de son passage au FC Lourdes comme de son souvenir rugbystique le moins agréable. 
En 1960, il joue deux matchs du Tournoi des Cinq Nations, gagné par le XV de France pour la deuxième fois consécutive. Avec le FC Lourdes, Marquesuzaa remporte la finale du Championnat contre l'AS Béziers (14-11). En juillet, il participe à la tournée de l'équipe de France en Argentine. Il joue le troisième test, marquant un essai.

### US Montauban
En novembre 1963, Arnaud Marquesuzaa est muté professionnellement à Montauban. Il signe à l'Union sportive montalbanaise. Il joue désormais troisième ligne aile. C'est à ce poste qu'il opère lorsque l'USM remporte la finale du championnat de France 1967, face au CA Bègles. Il est donc champion de France de 1re division avec trois clubs différents, rééditant l'exploit de Marcel Baillette en 1931. Huit jours plus tard, Montauban remporte le Challenge de l'Espérance face au SC Graulhet. Marquesuzaa est joueur-entraîneur à l'US Montauban jusqu'en 1970.

### Fin de carrière
Arnaud Marquesuzaa signe à l'US Caussade-Septfonds, où il termine en 1972 sa carrière de joueur-entraîneur. Il est muté à Pau en 1973. Il partage alors une activité d'entraîneur entre la Section paloise (avec François Moncla) et l'équipe première du SA Mauléon, qu'il entraîne jusqu'en 1976. Puis il entraîne les juniors de Mauléon jusqu'en 1979. En 1993, il devient président du SA Mauléon omnisports.

## Palmarès

### En club
- Champion de France en 1959 avec le Racing club de France, en 1960 avec le FC Lourdes, en 1967 avec l'US Montauban
- Vice-champion de France en 1957 avec le Racing club de France
- Challenge Antoine Béguère en 1962 et 1963 avec le FC Lourdes
- Challenge de l'Espérance en 1967 avec l'US Montauban
- Champion de France militaire en 1955 avec la DAT

### En équipe de France
- 10 sélections
- 1 essai (3 points)
- Sélections par année : 3 en 1958, 4 en 1959, 3 en 1960
- Tournoi des Cinq Nations en 1959 (remporté par la France) et 1960 (remporté par la France, ex æquo avec l'Angleterre)
- Tournées en Afrique du Sud en 1958 (match nul et victoire face aux Springboks), et en Argentine en 1960

### Autres sélections
- International junior[5]
- International militaire